# Нижній Тварожець
Нижній Тварожець (словац. Nižný Tvarožec) — село в Словаччині, Бардіївському окрузі Пряшівського краю. Розташоване в північно-східній частині Словаччини, у північно-західній частині Низьких Бескидів, у долині р. Свержовка.
Вперше згадується у 1355 році. Населене українцями, але після Другої світової війни — під загрозою переселення в УССР — абсолютна більшість селян переписалася на словаків та русинів.
В селі є греко-католицька церква з 1777 року, збудована в стилі пізнього бароко, культурна пам'ятка національного значення.

## Населення
| Рік:            | 1994. | 2004.   | 2014.    | 2024.   |
| --------------- | ----- | ------- | -------- | ------- |
| Кількість осіб: | 460   | 460     | 526      | 570     |
| Різниця:        |       | +1,42 % | +14,34 % | +8,36 % |

| Рік:            | 2023. | 2024.   |
| --------------- | ----- | ------- |
| Кількість осіб: | 569   | 570     |
| Різниця:        |       | +0,17 % |

В селі проживає 498 осіб.
Національний склад населення (за даними останнього перепису населення — 2001 року):
- словаки — 60,35 %
- цигани — 25,33 %
- русини — 9,91 %
- українці — 3,08 %
- чехи — 0,66 %

Склад населення за приналежністю до релігії станом на 2001 рік:
- греко-католики — 90,75 %,
- римо-католики — 5,07 %,
- православні — 1,76 %,
- протестанти — 1,76 %,
- не вважають себе віруючими або не належать до жодної вищезгаданої церкви — 0,66 %